# カノム・ジーン

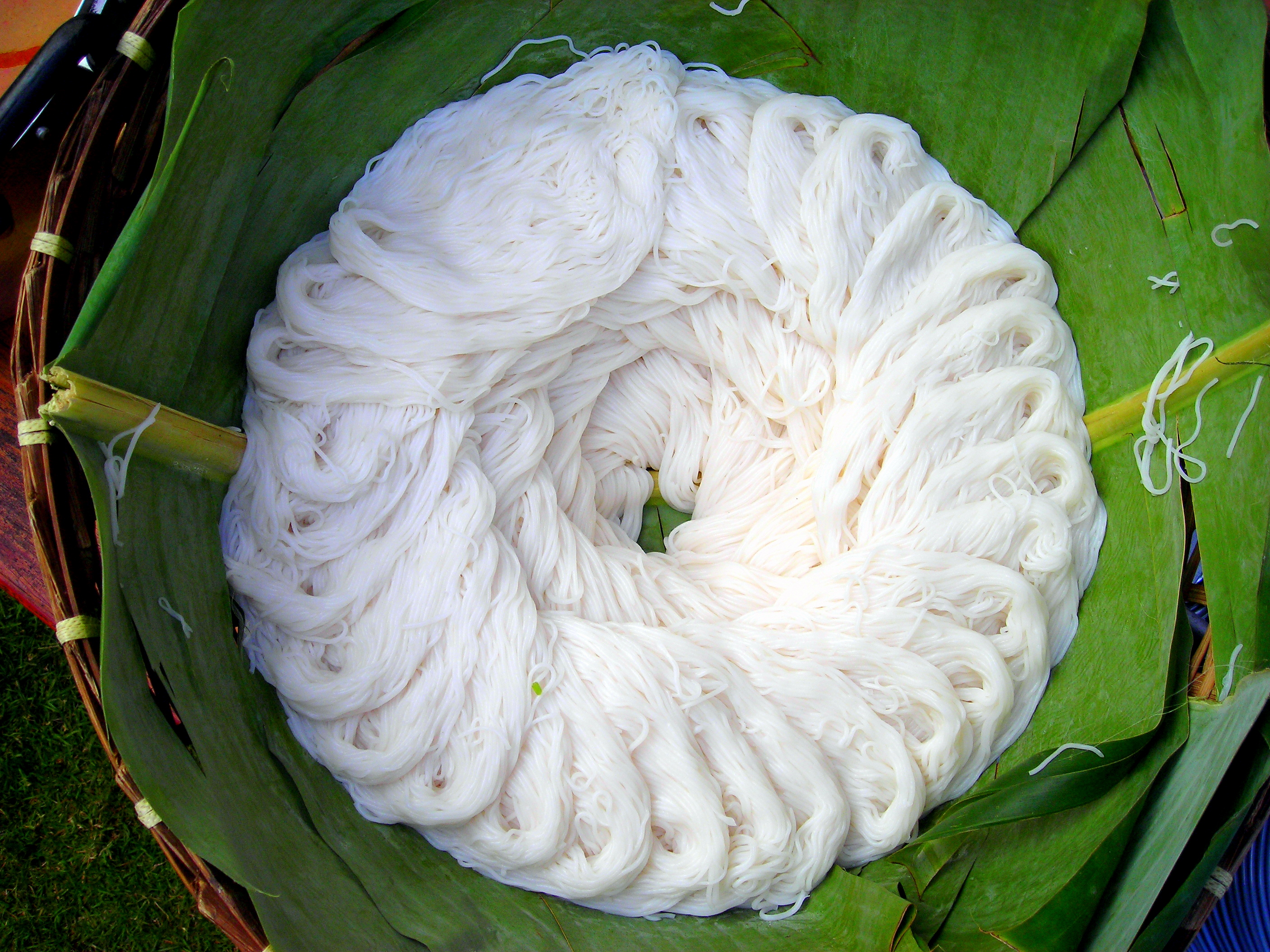
カノム・ジーン

カノム・ジーン (ขนมจีน、khanom chin、モン語：ခၞံစိန်) は、米の麺を使ったタイの料理。
麺は押し出し麺で、日本のそうめんに似ている。
つけ汁には、様々な種類があり、タイのイエローカレーに魚の入ったカノム・ジーン・ナム・ヤー・プラーはタイ中部でよく食べられ、レッドカレーがベースで辛口のスープを使ったカノム・ジーン・ナム・ギョウがタイ北部でよく食べられている。
カノムジーンは、モン族語で「麺が熟する」を意味する。
北タイ語では「カノムセン（ขนมเส้น）」、イーサーン語では「カオプン（ข้าวปุ้น）」と言う。